# Amerykańskie okręty podwodne typu C
Okręty podwodne typu C – amerykański typ okrętów podwodnych o konstrukcji jednokadłubowej z początku XX wieku. Obok pięciu okrętów tego typu zbudowanych w Fore River Shipyard dla marynarki amerykańskiej, stocznia Whitehead and Company Torpedo and Machine Works w Rijece zbudowała 3 jednostki tego typu dla marynarki wojennej Austro-Węgier (Kaiserliche und Königliche Kriegsmarine).

## Konstrukcja
Okręty te stanowiły powiększoną wersję wcześniejszych jednostek jednokadłubowych. Ten opracowany przez Lawrence’a Speara typ okrętów podwodnych wprowadził do użytku maszynownię wyposażoną w 2 wały napędowe, co znacznie zwiększyło zasięg okrętów. W trakcie służby jednostki amerykańskie otrzymały drugi peryskop.
Komponenty do budowy pierwszych dwóch jednostek austro-węgierskich zostały wyprodukowane i dostarczone przez Electric Boat, jednostki te zostały jednak zmontowane w Rijece. Trzecia jednostka austro-węgierska była efektem własnego przedsięwzięcia Whiteheada, który jednak nie znalazłszy innego kupca, u progu wybuchu I wojny światowej sprzedał okręt marynarce austro-węgierskiej. W trakcie remontu okrętu po jego zatonięciu w 1917 roku, austro-węgierski SM U-5 otrzymał dużą nadbudówkę z kioskiem oraz działo 75 mm.

## Służba
Amerykańskie okręty tego typu operowały w ramach atlantyckiej flotylli okrętów podwodnych do połowy 1913 roku, kiedy zostały przeniesione do bazy Guantanamo na Kubie. Na początku roku 1914 przepłynęły do strefy Kanału Panamskiego, gdzie służyły do momentu wycofania ze służby z końcem 1919 roku.
Do wybuchu I wojny światowej okręty austro-węgierskie służyły do treningu załóg. Po wybuchu wojny U-6 wpadł w sieć przeciwpodwodną portu w Otranto i został zatopiony 13 maja 1916 roku. 12 sierpnia 1916 roku U-12 wszedł na minę podczas próby spenetrowania portu w Wenecji i zatonął. 16 maja 1917 roku na minę wpadł również U-5, został jednak wydobyty, wyremontowany i powrócił do służby, po czym został przekazany Włochom w ramach reparacji i pocięty na złom w roku 1920.